# Monti Tigireckij
I monti Tigireckij (in russo  Тигирецкий хребет?, Tigireckij chrebet) sono una catena montuosa nella parte nord-ovest dei monti Altaj, nella Siberia meridionale, in Russia. La catena si allunga nei rajon Zmeinogorskij, Tret'jakovskij, Čaryšskij e Krasnoščëkovskij del Territorio dell'Altaj, al confine con il Kazakistan.

## Geografia
La catena montuosa raggiunge l'altezza massima di 2 299 m nella parte orientale, dove confina con i monti Korgonskij e con i Koksujskij. La parte occidentale costituisce uno spartiacque tra i fiumi Belaja e Inja, affluenti del Čaryš; quella centrale separa il bacino del Čaryš da quello dell'Uba (affluente della Malaja Iša, tributario dell'Iša). A nord-ovest dei Tigireckij inizia la catena dei Kolyvanskij.
Le montagne sono composte principalmente da rocce effusive e granito. La tipica vegetazione della steppa arriva fino a 600-800 m d'altezza; fino a 1 800 m ci sono boschi di taiga (abeti, larice, Cedrus), ad altezze superiori, ci sono prati alpini e tundra alpina.
Sul territorio della catena montuosa è stata creata la riserva naturale «Tigireckij» composta da tre aree geograficamente separate: Beloreckij, Tigirekskij e Chancharinskij.